# Hanging On
Hanging On è un brano musicale di Active Child, pubblicato nel suo album di debutto You Are All I See del 2011.

## Versione di Ellie Goulding
Hanging On è un singolo di Ellie Goulding, pubblicato in due versioni: la seconda vede l'aggiunta del rapper Tinie Tempah; la canzone è contenuta nell'album Halcyon, pubblicato il 10 luglio del 2012.